# Theatre of Voices
Theatre of Voices es un conjunto vocal danés dedicado preferentemente a la interpretación de música antigua y contemporánea. Sus miembros proceden de Estados Unidos y de Inglaterra. Fue fundado por Paul Hillier, en 1992, con el objetivo de dar cabida a la música contemporánea, cuando su grupo, el Hilliard Ensemble, se centró en la interpretación de la música antigua. Hillier creó el grupo mientras era profesor en la Universidad de California, Davis.
El grupo ha colaborado con importantes compositores contemporáneos, como Steve Reich, Arvo Pärt y John Coolidge Adams. La formación estrenó la obra The Cave de Steve Reich junto con el grupo de este último, Steve Reich and Musicians. Reich también escribió la obra Proverb especialmente para este grupo. También estrenaron la obra El Niño, de John C. Adams.
Los miembros del grupo varían dependiendo del proyecto en el que están involucrados. Los que han participado con mayor frecuencia son: Ellen Hargis (soprano), Steven Rickards (contratenor), Paul Elliott (tenor), Alan Bennett (tenor), Paul Hillier (barítono) y Christopher Bowers-Broadbent (órgano).

## Discografía
- 1993 - Josquin Desprez: Missa de Beata Virgine / Jean Mouton: Motets. Harmonia Mundi USA HMU 90 7136.
- 1994 - William Byrd: Motets & Mass for 4 Voices. ECM New Series 21512.
- 1994 - Lassus: St. Matthew Passion; Paschal Vigil. Harmonia Mundi USA 907076.
- 1994 - Carols From the Old and New Worlds. Harmonia Mundi USA 907079
- 1995 - Cantigas from the Court of Dom Dinis. Devotional, satirical & courtly medieval love songs. Harmonia mundi HMU 90 7129.
- 1996 - Tallis: Lamentations, Motets, String Music. Harmonia Mundi HMU 90 7154.
- 1996 - Proverb/Nagoya Marimbas/City Life. Con obras de Steve Reich
- 1996 - The Age of Cathedrals. Music from the Magnus Liber Organi. Harmonia Mundi HMU 90 7157.
- 1997 - Arvo Pärt: De Profundis. Harmonia Mundi USA 907182
- 1998 - Carols from the Old & New Worlds, Vol. 2. Harmonia Mundi USA 907233
- 1998 - Litany For The Whale. Con obras de John Cage. Harmonia Mundi USA 907187
- 1998 - Monastic Song. 12th Century Monophonic Chant. Peter Abelard. Codex Las Huelgas. Harmonia Mundi USA HMU 90 7209.
- 1999 - Hoquetus. Medieval European Vocal Music. Harmonia Mundi HMU 90 7185.
- 2000 - Arvo Pärt: I Am The True Vine
- 2001 - Kingdom Come; Hymnodic Delays; Fog Tropes II for String Quartet and Tap. Con obras de Ingram Marshall
- 2002 - Fragments. Harmonia Mundi HMU 90 7276.
- 2006 - The Cries of London. Junto con el grupo Fretwork. Harmonia Mundi USA 90 7214 (CD), Harmonia Mundi USA 80 7214 (SACD).
- 2007 - Stimmung. Con obras de Karlheinz Stockhausen. Harmonia Mundi CD HMU 807408